# Du schaffst das schon
Du schaffst das schon ist ein Schlager von Klubbb3 aus dem Jahr 2016. Das Stück war die Debütsingle und die erste Auskopplung aus ihrem Debütalbum Vorsicht unzensiert!.

## Entstehung und Artwork
Geschrieben wurde das Lied von dem deutschen Schlagertexter Uwe Busse in Zusammenarbeit mit den Musikproduzenten Michael Jürgens und Bizzi Nießlein, der die Single auch produzierte; als Executive Producer wirkte Ralf Schedler mit. Die Abmischung des Stücks erfolgte durch Gerd Jacobs, Lothar Paul Kramer und Wolfgang Moroder. Arrangiert und programmiert wurde das Lied von Gerd Jacobs, Domenico Livrano und Thorsten Willig; der Gesang wurde durch Lothar Paul Kramer arrangiert. Aufgenommen wurde das Lied unter der Leitung von Manni Struck und seinem Assistenten André Föller, die Gitarrenaufnahmen erfolgten durch Holger Quack. Die Single wurde unter dem Musiklabel Electrola veröffentlicht und durch Universal Music Publishing vertrieben.
Auf dem schwarz-weißen Cover der Maxi-Single sind – neben Künstlernamen und Liedtitel – Fotos der drei Interpreten zu sehen. Das Artwork des Coverbilder stammt von Karlheinz Koepfle von Artpress VVA Grafik, die Fotografien von Christoph Heidrich.

## Veröffentlichung und Promotion
Die Erstveröffentlichung von Du schaffst das schon erfolgte am 15. Dezember 2015 als Airplay. Die Veröffentlichung als Single fand am 8. Januar 2016 als Download statt. Die Veröffentlichung einer physischen Single folgte einen Monat später am 12. Februar 2016 in Deutschland, Österreich und der Schweiz. Die Maxi-Single wurde als 2-Track-Single veröffentlicht und beinhaltet neben der Radio- eine von Wolfgang Moroder getätigte Remixversion zu Du schaffst das schon.
Um das Lied zu bewerben, folgten unter anderem Liveauftritte zur Hauptsendezeit in den Samstagabendshows Großes Fest der Besten, Glückwunschfest – Silbereisen gratuliert, Das große Schlagerfest 2016 und Schlagerboom im Ersten. Darüber hinaus hatte Klubbb3 einen Gastauftritt in der Fernsehreihe Das Traumschiff. In der Ausgabe vom 16. April 2017, die den Titel Das Traumschiff: Tansania trug, trat die Band am Ende mit Du schaffst das schon auf.

## Musikvideo
Das Musikvideo zu Du schaffst das schon feierte am 8. Januar 2016 auf YouTube seine Premiere. Es beginnt mit Silbereisen, der an einen alten VW-Bus angelehnt am Flughafen München auf Christoff und Smit wartet. Sie steigen alle in den VW-Bus und lassen sich von einem Chauffeur durch das Münchner Umland nach St. Anton am Arlberg fahren. Während der Fahrt und an verschiedenen Schauplätzen singen sie das Lied. Bei der Ankunft treffen sie dann unter anderem auf den Partyschlager-Sänger Tim Toupet. Die Gesamtlänge des Videos beträgt 3:09 Minuten. Bis heute zählt das Video über 29,4 Millionen Aufrufe bei YouTube (Stand: Dezember 2019).

## Mitwirkende
| Liedproduktion - Uwe Busse: Hintergrundgesang, Komponist, Liedtexter, Musikproduzent - Christoff De Bolle: Gesang - André Föller: Tonmeister-Assistenz - Gerd Jacobs: Abmischung, Arrangement, Programmierung - Michael Jürgens: Musikproduzent - Billy King: Hintergrundgesang - Lothar Paul Kramer: Abmischung, Arrangement - Domenico Livrano: Arrangement, Programmierung - Wolfgang Moroder: Abmischung - Bizzi Nießlein: Musikproduzent - Holger Quack: Tonmeister - Ralf Schedler: Ausführender Produzent - Florian Silbereisen: Gesang - Jan Smit: Gesang - Manni Struck: Tonmeister - Thorsten Willig: Arrangement, Programmierung | Artwork (Cover) - Artpress VVA Grafik: Artwork - Christoph Heidrich: Fotograf - Karlheinz Koepfle: Artwork Unternehmen - Electrola: Musiklabel - Universal Music Publishing: Vertrieb |

## Preise
Am 10. Januar 2016 wurde Klubbb3 für das Lied mit einem smago! Award in der Kategorie „Hit-Tipp 2016“ ausgezeichnet.

## Chartplatzierungen
Du schaffst das schon erreichte in Deutschland Position 66 der Singlecharts und konnte sich drei Wochen in den Charts halten. Darüber hinaus belegte die Single den zweiten Rang in den Jahrescharts der deutschen Konservativ Pop Airplaycharts 2016. In Österreich erreichte die Single in einer Chartwoche Position 48 der Charts. Für alle drei Klubbb3-Mitglieder sowie die Produzenten Jürgens und Nießlein stellt es den ersten Charterfolg in den deutschen und österreichischen Singlecharts dar. Für Busse als Autor war dies der 27. Charterfolg in Deutschland sowie der vierte in Österreich. Als Musikproduzent war Du schaffst das schon sein 18. Charterfolg in Deutschland sowie nach Die rote Sonne von Barbados (Die Flippers) der zweite in Österreich.

## Coverversionen
- 2017: Die Schlümpfe, das Musikprojekt um die Schlümpfe, veröffentlichte am 10. März 2017 eine Version unter dem Titel In meinem Kopf auf dem Album Das verschlumpfte Album.[9]